# Tartana

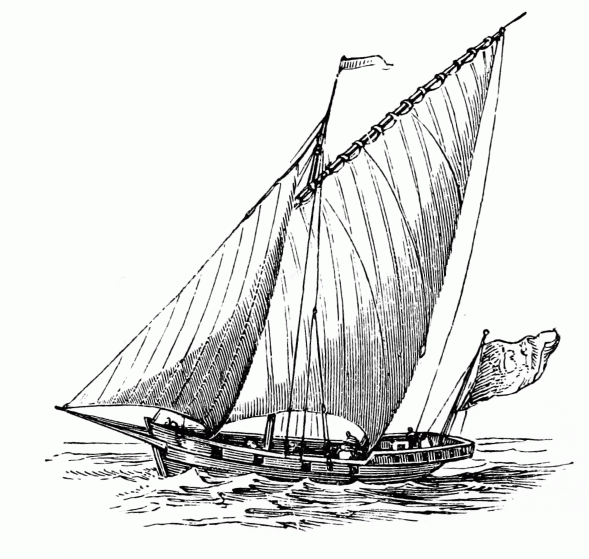
Rysunek tartany z XIX wieku

Tartana (fr. tartane) - mały statek żaglowy używany do połowu ryb oraz przewozu towarów na Morzu Śródziemnym przez kilka stuleci do połowy XX wieku. Tartana posiadała jeden maszt i liczyła od 14 do 25 metrów długości oraz do 5 metrów szerokości. Obecnie używana jest tylko jedna tartana - La Flâneuse, która cumuje w porcie Prado w Marsylii.